# Schlacht in den Sümpfen von Saint-Gond

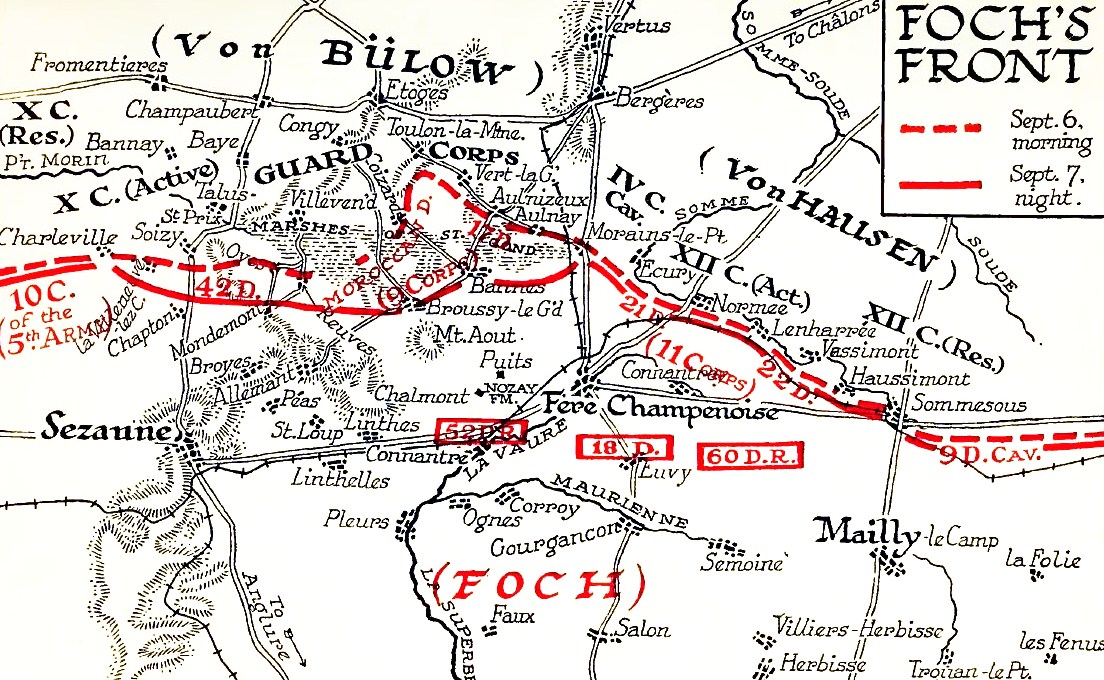
Marne-Schlacht, Abschnitt der Armee Foch

Die Schlacht in den Sümpfen von Saint Gond und die Kämpfe bei Fere-Champenoise (französisch: Bataille des Marais de Saint-Gond, englisch: Battle of the Saint-Gond Marshes) vom 6. bis 9. September 1914 waren zu Beginn des Ersten Weltkrieges neben der Schlacht am Ourcq ein entscheidender Kampfabschnitt in der Ersten Schlacht an der Marne. Die neu aufgestellte französische 9. Armee führte ab 6. September im engen Zusammenwirken mit der 5. Armee starke Gegenangriffe und hielt den Vormarsch des rechten Flügels der deutschen 2. Armee und des linken Flügels der deutschen 3. Armee auf. Vier Tage lang kam es zu schweren Kämpfen auf beiden Seiten. Die französische 9. Armee musste den Angriffen der deutschen 2. Armee (Garde-, 10. Armee- und 10. Reserve-Korps) und des rechten Flügel der 3. Armee (12. Armee- und 12. Reserve-Korps) standhalten, welche an der mittleren französischen Front durchbrechen wollten. Am 8. September kam es zum Höhepunkt des Kampfes, den deutschen Truppen gelang es, Fère-Champenoise zu besetzen. Am Morgen des 9. September war die Situation der französischen 9. Armee noch kritisch, auf allen Seiten griffen die deutschen Truppen an, stürmten das Dorf und die Burg von Montdement sowie den Mont-Août, erreichten das Westufer des Maurienne-Baches und stürmten noch das Dorf Mailly. Im Laufe des Nachmittags begannen die deutschen Truppen dann den Rückzug, der linke Flügel der deutschen 2. Armee wurde dabei heftig von der französischen 5. Armee verfolgt. Der zähe Widerstand der französischen 9. Armee in den Sümpfen von Saint-Gond hatte starke deutsche Truppenteile gebunden und es der französischen 5. Armee und der British Expeditionary Force erlaubt, an der Frontlücke zwischen der deutschen 2. und 1. Armee erfolgreich bei Château-Thierry nach Norden durchzubrechen.

## Vorgeschichte
Die deutsche 2. Armee unter Generaloberst von Bülow erreichte am 28. August die Oise und stieß zwischen Guise bis Saint-Quentin auf die Gegenoffensive der französischen 5. Armee.
Der französische Oberbefehlshaber General Joseph Joffre verstärkte nach der Schlacht von St. Quentin (29. und 30. August 1914) die auf Paris und die Marne zurückgehende 5. Armee und zog im Raum Meaux vorsorglich Truppen aus dem Elsass und Lothringen zum Schutz von Paris zusammen. Ziel war es eine starke Gegenoffensive in die offene Flanke des deutschen rechten Flügels anzusetzen. Die deutsche 3. Armee verfolgte nach Südwesten, General von Hausen unterstützte ein Hilfsgesuch des Herzogs von Württemberg und ließ den rechten Flügel (XII. Armeekorps) seiner Armee nach Südosten auf Sompuis einschwenken. Das AOK 3 erkannte nicht eine offene Bresche, die sich zwischen der französischen 4. und 5. Armee aufgetan hatte. Die französische 4. Armee war in der Region Vitry-le-François ernsthaft bedroht und zwischen ihr und der 9. Armee öffnete sich eine Frontlücke von 20 km. Um diese Lücke zu schließen, musste Joffre weitere Truppen aus anderen Abschnitten herausziehen. Der bisherige Kommandeur des französischen 20. Corps im Raum Nancy. General Ferdinand Foch erhielt am 28. August das Kommando über die neugebildete Armeeabteilung Foch (am 5. September in 9. Armee umbenannt). Der 9. Armee werden aus anderen Frontabschnitten mit dem 9. und 11. Corps sowie die 9. Kavalleriedivision gebildet und zwischen 5. und 4. Armee eingeschoben. Als Stabschef der 9. Armee fungierte Oberst Maxime Weygand, bisher Führer des 5. Husaren-Regimentes, der bis zum Ende des Krieges mit General Foch eng verbunden bleiben sollte. Um den französischen Widerstand zu überwinden, forderte die OHL Generaloberst von Kluck auf, den linken Flügel der 1. Armee auf die Oise in Richtung Coucy - Matz anzunähern. Die französische 3. Armee (General Sarrail) und die 4. Armee (General de Langle de Cary) konnten sich in den Kämpfen in der Champagne und in den Argonnen behaupten, trotzdem war der französische Oberbefehlshaber gezwungen, eine neue Armee mit improvisierten Streitkräften aufzustellen, um die entstandene Frontlücke zwischen der 5. und 4. Armee zu schließen.

## Aufmarsch
Generaloberst Karl von Bülow glaubte, dass sich der Gegner über die Seine zurückgezogen hätte und befahl seinen Einheiten, die französische Nachhut zu vernichten und Einheiten bis ins Seine-Tal zu verfolgen und die dortige Eisenbahnlinie abzuschneiden. Das erste Hindernis, das überwunden werden musste, war der Verlauf des Petit Morin und der nördliche Flecken des Marais de Saint-Gond.
Am 5. September um 10 Uhr vormittags erhielt Foch von Joffre den Befehl den Rückzug zu beenden: Die 9. Armee hatte die Aufgabe den rechten Flügel der 5. Armee decken, die südlichen Zugänge der Sümpfe von St. Gond zu halten und einen Teil ihrer Streitkräfte auf das Plateau nördlich von Sezanne zu konzentrieren. Die Sümpfe von St. Gond liegen zwischen Epernay und Sezanne und werden vom Quellgebiet des Petit Morin bewässert. Das Plateau von Brie wird vom Fluss Petit-Morin durchschnitten, der nach Westen zu den Sümpfen von Saint-Gond abfließt. Die dortigen Wälder sind zahlreich und bedecken einen großen Teil des Plateaus. In Richtung Südosten am Rand des Kammes des Pariser Beckens ändert sich der Charakter des Landes. Das Höhen von Allemant bieten einen weiten Blick auf die Aube und die Seine. In der Mitte der Ebene stehen einige isolierte Gipfel wie der Mont-Août, von welchem man die Sümpfe vom Süden überblicken kann. Vom Mont Aimé konnte die Artillerie die Straßen von Reims nach Troyes und von Paris nach Châlons kontrollieren. Außerhalb der Routen über Reuvres und Broussy-le-Grand waren die Sümpfe vor ihrer späteren Einzwängung unpassierbar. Nach der Aufgabe von Champaubert musste sich das französische 9. Corps auf den südlichen Rand der Sümpfe von Saint-Gond-Sümpfe zurückziehen. Die linke Flanke mit der marokkanischen Division erhielt den Befehl sich nach St-Prix und Baye zurückzuziehen und dort zu halten. Die 42. Division unter General von Grossetti befand sich noch mit der Eisenbahn von Guignicourt her, im Antransport und wurde nach der Ausladung in Sezanne an der äußeren linken Flanke eingeschoben und stellte zwischen Villeneuve-lès-Charleville und Saint-Prix den Anschluss zum 10. Corps der 5. Armee her. Der linke Flügel der 9. Armee nahm südlich der Sümpfe von Saint-Gond Aufstellung, das 9. Corps hinter den Avantgarden mit Front nach Norden.
Die marokkanische Division war zwischen Broussy-le-Grand und Broussy-le-Petit platziert. Die Brigade Blondlat griff Congy an, scheiterte jedoch und ging auf Mondemont zurück. Die 52. Reservedivision unterstützte bei Connantre. Die 17. Infanterie-Division räumte rechts Bannes und positionierte ihre Außenposten am Nordrand der Sümpfe, eine starke Avantgarde verblieb in Toulon-la-Montagne, Teile hielten die Dörfer Vert-la-Gravelle und Morains-le-Petit. Das 135. Regiment (17. Division) kämpfte in Toulon-la-Montagne und Morains-le-Petit und musste sich durch die Sümpfe auf den Mont-Août zurückziehen.
Der rechte Flügel der 9. Armee wurde vom 11. Corps an der Linie Ecury-le-Repos, Normée bis Lenharrée gebildet. Östlich letztgenannten Ortes klaffte eine 25 km lange Lücke zur 4. Armee, welche durch das 3. Kavalleriekorps von General de l'Espée ausgefüllt wurde. Während des Nachmittags ging das 9. Korps Dubois über Broussy und Bannes zurück und schob zwei Bataillone über die Sümpfe nach Toulon-la-Montagne. An der Linie Vert-la-Gravelle und Aulnizeux traf man auf das preußische Gardekorps, dessen Hauptmacht sich in Vertus versammelte. Der rechte Flügel der 9. Armee, welchen das 11. Korps unter General Eydoux sicherte am östlichen Rand der Sümpfe bei Morains-le-Petit weiter entlang Somme nach Sommesous, wo auch die 60. Reserve-Division herankam. Gegenüber rückte das sächsische XII. Armeekorps mit der 23. Reserve-Division vor. An der Linie Sommesous - Humbauville versuchte die 9. Kavalleriedivision (General de l'Espée) eine Lücke von etwa 19 km zwischen Fochs Rechten und den linken Flügel der Armee von Langle de Cary auszufüllen.

### Beteiligte Streitkräfte

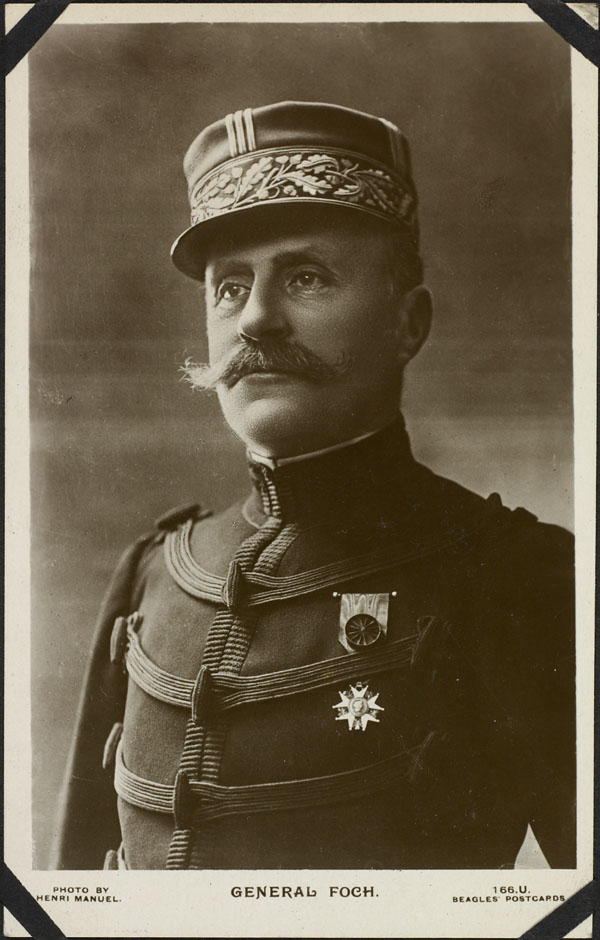
General Foch

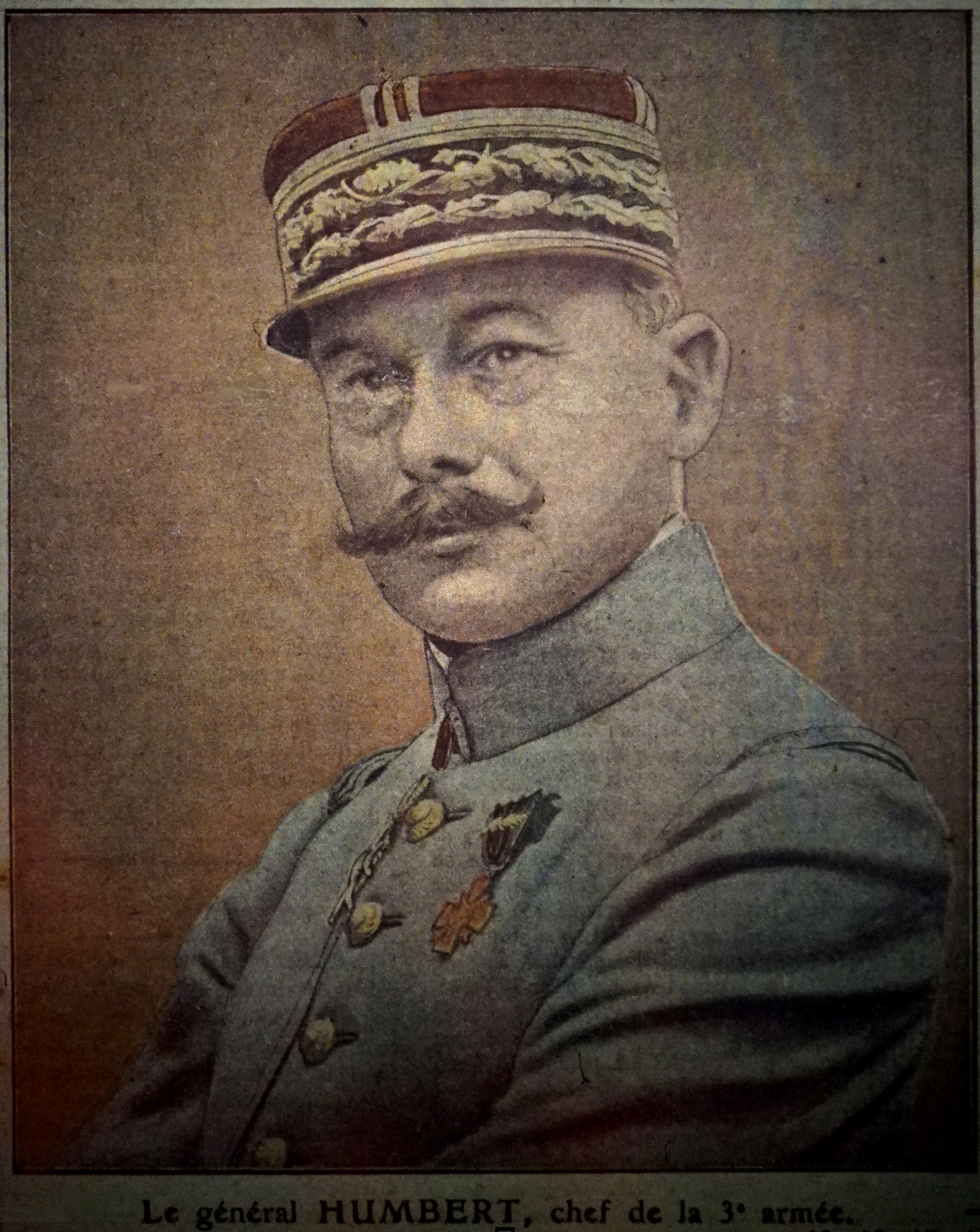
Georges Humbert

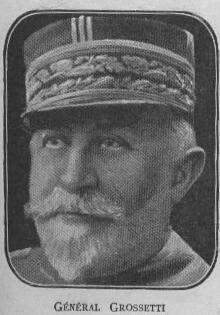
Paul-François Grossetti

### Franzosen
5. Armee
General Franchet d'Esperey
1. Corps, General Henry Deligny
- 1. Division, General Marie Alexandre Émile Gallet
- 2. Division, Oberst Noël Garnier-Duplessix

10. Corps, General Gilbert Defforges
- 19. Division, General Gaëtan Bonnier, ab 5. Sept.: General Henry Bailly
- 20. Division, General Alphons Charles Ménissier
- 51. Division, General René Boutegourd

9. Armee
General Ferdinand Foch, Stabschef: Oberst Maxime Weygand
- 42. Division, General Paul-François Grossetti

9. Corps, General Pierre Joseph Dubois
- Marokkanische Division, General Georges Louis Humbert
- 17. Division, General Jean Baptiste Dumas, ab 12. Sept. Pierre Amable Guignadaudet
- 52. Reservedivision, General Jules Battesti

11. Corps, General Joseph-Paul Eydoux
- 21. Division, General René Louis Radiguet
- 18. Division, General Justinien Lefèvre
- 22. Division General Joseph Maurice Pambet
- 60. Reservedivision, General Maurice Joppé, später Géraud François Gustave Réveilhac

Kavalleriekorps l'Espée
- 9.  Kavallerie-Division, General Jean de l'Espée
- Ab 10. September 6.  Kavallerie-Division, General Antoine de Mitry

4. Armee
General Fernand Louis Langle de Cary
Ab 9. September: 21. Corps (General Émile Legrand-Girarde) ab 14. 9. Zur 9. Armee
- 43. Division, General Pierre Ernest Lanquetot
- 13. Division, General Louis Henry Auguste Baquet

### Deutsche Armee
2. Armee
Generaloberst Karl von Bülow, Stabschef: Generalmajor Otto von Lauenstein
240.000 Mann (159 Bataillone, 40 Eskadronen, 152 Batterien mit 848 Geschütze)

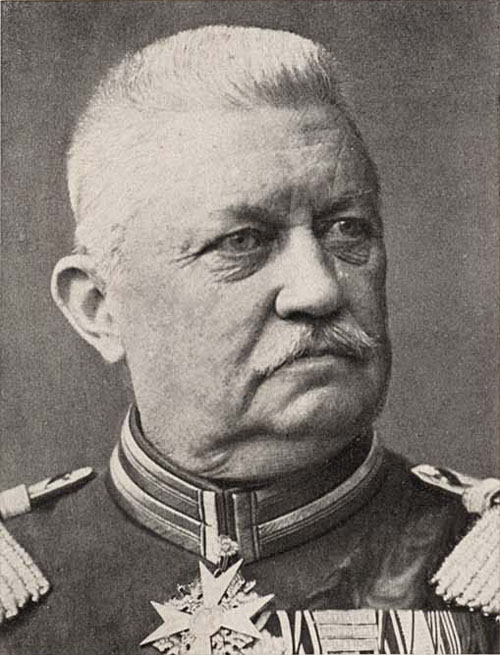
Karl von Bülow

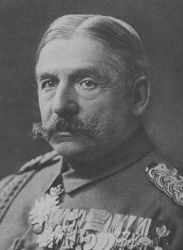
Max von Hausen

VII. Armeekorps, General der Kavallerie Karl von Einem
- 13. Division, Generalleutnant Kurt von dem Borne
- 14. Division, Gen.Lt. Paul Fleck

X. Reserve-Korps, General der Infanterie Johannes von Eben
- 2. Garde-Res. Division - GenLt. Richard von Süßkind
- 19. Reserve-Division - GenLt. Max Bahrfeldt

X. Armee-Korps, General der Inf. Otto von Emmich
- 19. Division - GenLt. Max Hofmann
- 20. Division - GenLt. Alwin Schmundt

Gardekorps   General d. Inf. Karl von Plettenberg
- 1. Garde-Division - GenLt. Oskar von Hutier
- 2. Garde-Division - GenLt. Arnold von Winckler

3. Armee
Generaloberst Max von Hausen, Stabschef: Generalmajor Ernst von Hoeppner
XII. Reserve-Korps, General der Artillerie Hans von Kirchbach
- 24. Reserve-Division, Gen.Lt. Oskar von Ehrenthal
- 32. Division, Gen.Lt. Horst Edler von der Planitz
- 23. Reserve-Division, Gen.Lt. Alexander von Larisch

## 6. September

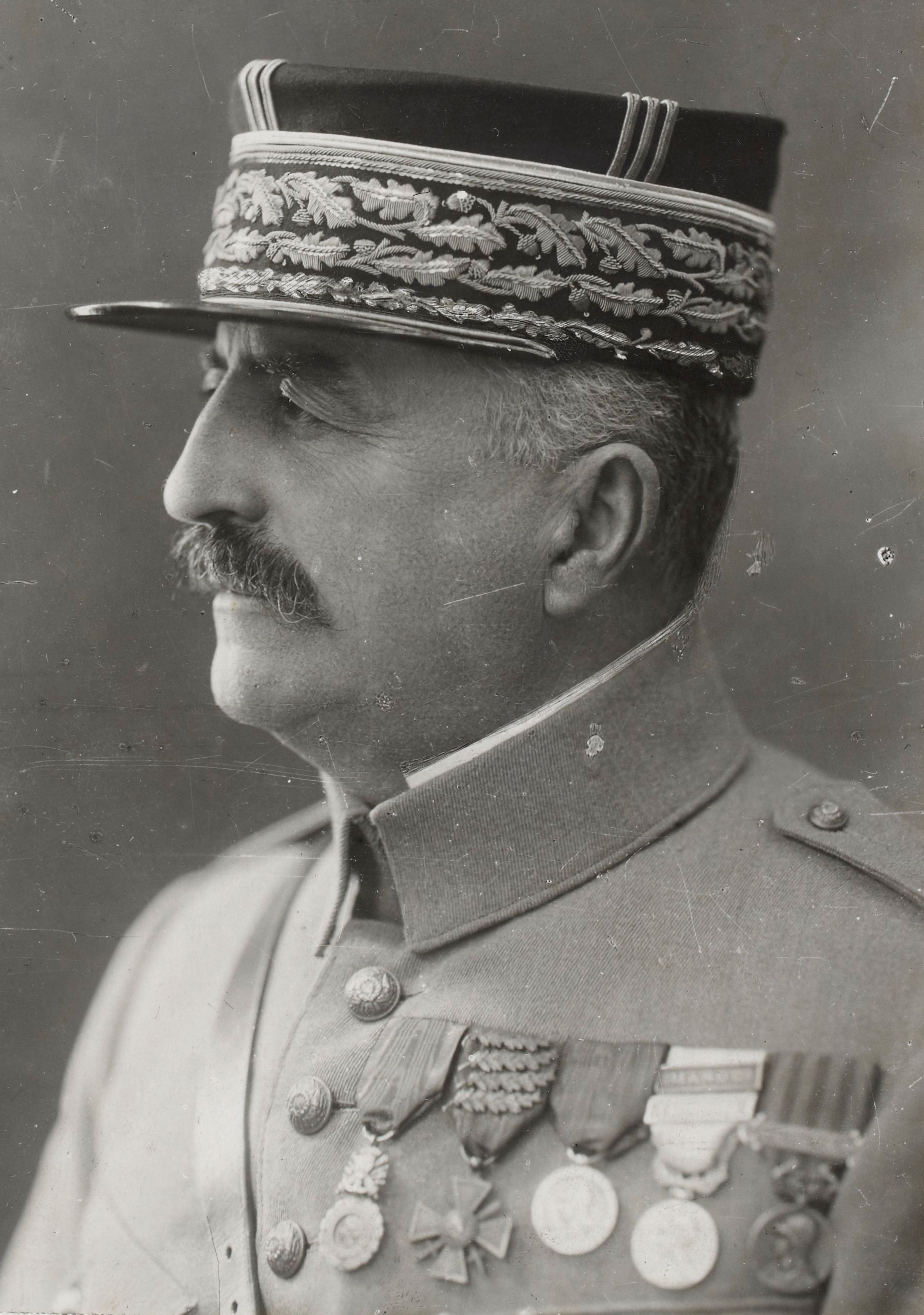
Louis Félix Marie Franchet d’Espèrey

Am Morgen des 6. September begann General Franchet de Esperey eine unerwartete Gegenoffensive im Raum Montmirail. Die deutsche 2. Armee hatte die Linie Fontenelle (nordwestlich Montmirail-Marigny le Grand; 12 km südwestlich Fère-Champenoise) erreicht. Gegenüber der französischen 9. Armee hatte der linke Flügel der deutschen 2. Armee am 5. September den Befehl erhalten, weiter in Richtung Troyes und Vendoeuvre vorzustoßen. Der folgende Gegenangriff der bereits geschlagen geglaubten französischen 5. Armee, welche das Zentrum und den linken Flügel der 2. Armee angriff, überraschte Generaloberst von Bülow vollständig. Gleichzeitig griff die neu aufgestellte französische 9. Armee gegen den rechten Flügel der 2. Armee an, den das deutsche Gardekorps im Abschnitt Marais de Saint-Gond bildete. Im Abschnitt des französischen 9. Corps ging die 42. Division (General Grossetti) vor Tagesanbruch in Richtung Nordwesten gegen Soisy-Bouy und Villeneuve-lès-Charleville wieder in die Offensive, aber das über Corfélix und den Höhen des Saint-Prix vorgehende deutsche X. Armee-Korps zwang die Franzosen zum Rückzug. La Villeneuve ging um 8 Uhr morgens verloren, wurde aber um 9 Uhr morgens zurückerobert und ging gegen Mittag wieder verloren.
Der Angriff des 10. Corps (General Defforges) vom rechten Flügel der Armee von Franchet d'Espérey ermöglichte es der 51. Division (General Boutegouard) Soisy zu halten. Der Angriff des 9. Corps konnte nicht vorankommen und musste nördlich der Sümpfe stehen bleiben, aber es gelang die eigene Front zu halten. Das 11. Corps sollte anfangs am rechten Flügel noch eine defensive Rolle einnehmen. Das 9. Corps unterstützte von links, indem es mit der Brigade des Generals Moussy (17. Division) in Richtung Aulnizeux und Vert-La-Gravelle angriff. Um 13:30 Uhr meldete General Defforges, der Führer des 10. Corps dem Oberkommando der 5. Armee, dass er vor seiner Front keinen Feind mehr hatte und dass sich die deutschen Truppen nach Montmirail zurückgezogen haben. Der linke Flügel der 9. Armee kämpfte tagsüber an der Frontlinie Artonges – Montmirail – Marigny-le-Grand. Die 42. Division wurde aus Talus-Saint-Prix vertrieben und ging auf die Linie Oyes bis Mondemont zurück. Das deutsche X. Armeekorps und die Garde drängten die Avantgarde des französischen 9. Corps südlich des Sumpfes von St. Gond zurück. Der deutschen 1. Garde-Division gelang es, Bannes zu besetzen, weil sie unter schweres Kreuzfeuer kam, musste sie sich aus dem Feuerbereich der französischen Artillerie zurückziehen. Weiter östlich bereitete die 2. Garde-Division den Übergang über den Morains-le-Petit vor, musste jedoch die Unterstützung der 3. Armee warten, bevor eine weitere Offensivbewegung möglich wurde.
Auch die französische 4. Armee befand sich an diesem Tag in einem schweren Verteidigungskampf. Zwischen ihrem linken und der rechten Flügel der 9. Armee bestand eine Lücke von 30 Kilometer, welche vom deutschen AOK 3 nicht erkannt wurde. General Langle de Cary wurde angekündigt, dass dieses Vakuum spätestens am 8. September durch die Ankunft des 21. Corps aus Lothringen ausgefüllt werden würde. Am Abend musste das 11. Corps gegenüber dem sächsischen XII. Armeekorps die Orte Écury-le-Repos und Normée evakuieren und zog sich in den benachbarten Wald zurück, die französische 9. Kavalleriedivision zog sich in Richtung Mailly zurück. Die 60. Division war ihrer Artillerie und zweier Bataillone beraubt, positionierte die 120. Brigade bei Semoine und Montépreux und die 119. Brigade in Villiers-Herbisse. Die aus Lothringen herangeführte 18. Division (General Lefevre) verblieb dahinter in der Region Euvy noch als Armeereserve stehen, wurde dann als sie über Semoine und Villiers-Herbisse auf das Schlachtfeld anlangte, dem 11. Corps als Verstärkung übertragen. General Foch war angewiesen worden, seine Reserven in diesem wichtigen Bereich zur Verfügung zu halten. Die marokkanische Division blieb zunächst in Defensive. Links davon fand der Kampf um den Grat namens „Signal du Poirier“ statt, der von den Franzosen verloren wurde. Rechts widerstanden Humberts Truppen an der Linie Oyes, Reuves und Broussy-le-Petit allen Angriffen der deutschen 20. Division.
Das 11. Corps von zwei deutschen Korps (XII. A.K. und XII. R.K.) zum Rückzug gedrängt, zwang auch die 17. Infanterie-Division, sich südlich der Sümpfe von Saint-Gond vor der deutschen Garde zurückzuziehen.
Am Abend wurde im Hauptquartier von Foch bekannt, dass die Korps der 5. Armee eine glückliche Offensive verfolgen und dass die 6. Armee westlich des Ourcq eine Schlacht führte, deren Ausgang noch unentschieden war. Die Deutschen sahen ihre Streitkräfte gestoppt, der rechte Flügel gegenüber dem Ourcq befand sich in einem schlechten Zustand, der linke Flügel in Lothringen war festgelaufen. Die einzige Chance, den Sieg noch zu erringen sah die Heeresleitung in einen entscheidenden Schlag an den Flügel der 2. und 3. Armee in den Sümpfen bei St. Gond und Fere-Champenoise anzusetzen. Das gesamte Gewicht der Abwehr waren dadurch der französischen 4. und 9. französische Armee auferlegt.

## 7. September
Am 7. September wurde der Kampf auf breiter Front fortgesetzt. Trotz Bedenken befahl das deutsche Oberkommando am Nachmittag des 7. September die Fortführung der Angriffe: das IX. Armeekorps der 1. Armee sollte bis zum Abend dieses Tages die Gegend südlich Château-Thierry erreichen. Um den hierdurch entblößten rechten Flügel der 2. Armee zu decken, wurde die 13. Infanterie-Division angewiesen, anschließend an das IX. Armeekorps den Dollau-Abschnitt von Fontenelle bis Montmirail zu besetzen; die 14. Infanterie-Division wurde angewiesen, sich zum Schutz er rechten Armeeflanke nördlich Montmirail als Reserve zu positionieren.
Trotz der schwierigen Kämpfe des vorigen Tages beabsichtigte General Foch, die Angriffe fortzusetzen, um die Offensive des französischen linken Flügels zu unterstützen. Foch ordnete an, dass das 11. Corps an der rechten Flanke nach Norden und Nordwesten vorrücken sollte, während das 9. Corps in der Mitte die Sümpfe von Saint-Gond fest blockieren würde, bevor seine beiden Corps abwechselnd angreifen sollten. Die folgenden Kämpfe begannen zuerst an der linken Flanke, wo das deutsche 10. Armeekorps gegen Soizy-aux-Bois angriff, um in Richtung Sézanne durchzubrechen. Links wurden die 42. Division und die marokkanische Division an ihrer gesamten Front angegriffen. Das an die deutsche 19. Division verloren gegangene La Villeneuve wurde bald darauf vom Infanterieregiment 151 wieder genommen. Die französische Artillerie feuerte auf die deutschen Versammlungen in den Sumpfgebieten von Joches und Villevenard. Zu seiner Linken hält die Brigade Cros und Fellert die Linie Reuves, Oyes und den Bois de Saint-Gond. Gegen 10:15 Uhr wurde das Infanterieregiment 162 von Soizy de Bois bis zur Straße nach Montgivroux zurückgedrängt. Die marokkanische Division, welche die Ferme Montalard und Oyes verloren hatte, musste sich auf den Kamm nördlich von Mondement zurückziehen. Um auf die weitere Bedrohung einzudämmen, befahl Foch dem 9. Corps um jeden Preis die Verbindung zur 42. Division aufrechtzuerhalten und den feindlichen Durchbruch über Saint-Prix zu stoppen. Die marokkanische Division sicherte die Frontlinie von Mesnil – Broussy – Oyes und unterstützte die 42. Division vor Saint-Prix. Bei der 17. Division hielt eine Brigade in Broussy-le-Grand, ihre Artillerie beherrschte die Zugänge nach Bannes und Aulnay-aux-Planches. Die 52. Division hatte ihre Artillerie am Mont-Août positioniert und kontrollierte die Ausgänge aus den Marais de St. Gond nördlich von Broussy-le-Grand und Bannes. Während des Vormittags waren in Soizy-aux-Bois und in den umliegenden Wäldern heftige Kämpfe entfacht. Die Deutschen machten einige Fortschritte, doch die 42. Division, verstärkt durch die Artillerie der 51. Division, griff kontinuierlich an und schaffte es, die Positionen 6 Kilometer nördlich von Sézanne zu halten. Rechts griff die deutsche 19. Division gegen Mondement und den Kamm von Allemant an, doch die marokkanische Division hielt ihre Positionen im westlichen Teil der Sümpfe von Saint-Gond. Die 42. Division wurde von starken Kräften aus Saint-Prix in Richtung La Villeneuve und Soisy angegriffen. General Humbert war klar, dass die Deutschen große Anstrengungen unternehmen würden, um auf den Höhen von Montgivroux Fuß zu fassen. Die marokkanische Division war dann gezwungen, sich an der gesamten Front zurückzuziehen und La Villeneuve zu ihrer Linken und Soisy-aux-Bois zu ihrer Rechten wieder aufzugeben. Nach kurzer Artillerievorbereitung begann die 42. Division ihren Angriff: das Dorf Villeneuve wurde eingenommen, ging aber wie der Wald südlich von Soisy wieder verloren. Ein schwerer Kampf fand bis in die Nacht um die Burg von Montgivroux statt. Ein Bataillon des IR 90 (17. Division) versuchte einen Ablenkungsangriff nördlich der Sümpfe. Bald verlor man Bannes, dann stürmte man Aulnizeux mit dem Bajonett, konnte sich dort aber nicht halten und musste sich nachts wieder zurückziehen.
Ab 8 Uhr morgens wurde auch der rechte Flügel der Armee, das 11. Corps an seiner gesamten Front angegriffen, deutsche Gardetruppen tauchten vor Morains-Le-Petit, Écury-Le-Repos und insbesondere in Richtung Lenharrée und Haussimont. Die Truppen de 11. Corps hatte eigentlich Befehl, selbst in die Offensive zu gehen, um die am Vortag verlorenen Positionen wieder zu gewinnen, aber die Deutschen griffen mit Wucht an, sodass es unmöglich war, etwas vorwärts zu kommen. Das 11. Corps (21. und 22. Division) widerstand aber den Angriffen und gab kein Gelände preis. Im Verlauf des Tages schlossen sich dann die Truppen des General Eydoux dem Vorgehen an und rückten vom Dorf Clamanges und den Höhen südlich davon, auf Pierre-Morains und den Mont-Aimé, über den Morains-Le-Petit und durch das Somme-Tal von Écury-Le-Repos vor. Die 22. Infanterie-Division (General Pambet) besetzte von Normée nach Osten folgend, die Linie bis Lenharrée. Eines der Regimenter der 60. Reserve-Division deckte den rechten Flügel des 11. Corps bis Coole, ein weiteres schützte die Straße nach Châlons und wurde dabei vom Artillerieregiment 35 verstärkt. Die erste verfügbare Brigade der 18. Division hatte bei Normée sur Clamanges und die 22. Division den südöstlichen Vorsprung von Pierre-Morains anzugreifen. Die 21. Infanterie-Division (General Radiguet) verstärkt durch das Infanterie-Regiment 293 versuchte an der Linie Morains-le-Petit bis Normée vorzugehen und hatte dabei an der eigenen Korpsartillerie starken Rückhalt.
Im Zentrum der 9. Armee, am Südufer der Sümpfe von Saint Gond, war der Tag nur durch Artillerie-Aktionen gekennzeichnet, die ziemlich lebhaft ausfielen. Im westlichen Teil der Sümpfe waren die Truppen der deutschen 2. Armee - das X. Armee- und Garde-Korps nach den langen Märschen und Kämpfen bereits erschöpft und zudem durch die französische Artillerie, die jede Bewegung behinderte, stark eingeschränkt. Gegen 17:00 Uhr versuchten die 42. und die marokkanische Division erneut Soizy, den Bois de Saint-Gond und das verlorene Saint-Prix zurückzuerobern. Dieser Angriff wurde von heftigem Geschützfeuer empfangen, das die Deutschen bereits zwischen dem Bois de Saint-Gond und Montgivroux in Stellung gebracht hatten. Als gegen 18 Uhr der Kampf endete, hielten sich die französischen Truppen den südlichen Teil des Bois de la Branle und die Montgivroux-Straße, einige Teile befanden sich auch im Wald von de Saint-Gond. Im Anschluss an den östlichen Teil der Sümpfe von St. Gond wirkte sich die Lage auf die deutsche 3. Armee noch schlimmer aus. General von Hausen musste einen Teil seiner Truppen (XIX. A.K.) weiter nach Osten schwenken, um die 4. Armee auf ihrer rechten Flanke zu unterstützen. Die damit an Schlagkraft geschwächte 3. Armee konnte am 7. September keine Fortschritte erzielen und litt den ganzen Tag unter dem 75 mm Kanonenfeuer der französischen Artillerie.

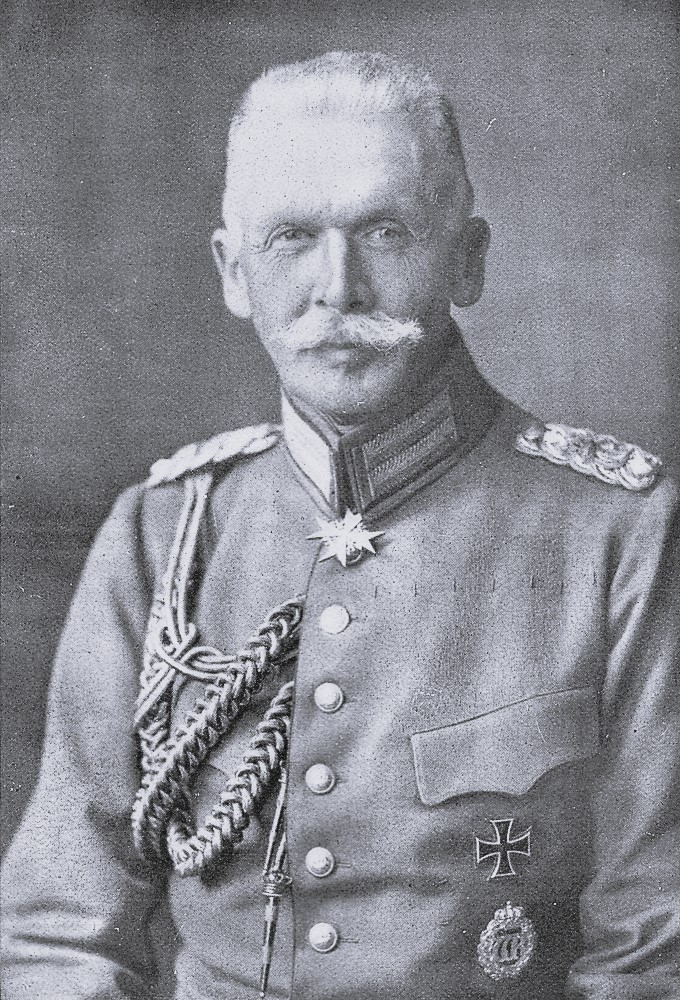
Karl von Plettenberg

Gegen 16:30 Uhr gelang es dem IR 90 der 17. Division in Richtung Aulnay-Aux-Planches vorgehend das Dorf Aulnizeux zu stürmen, welches die Deutschen kurz darauf wieder zurücknahmen. Aber diese Aktion brachte der linken Flanke des 11. Corps zumindest die dringend benötigte Erleichterung. Am rechten Armeeflügel konnte die 9. Kavalleriedivision, nachdem Sommesous vom Feind genommen worden war bei Villiers-Herbisse standhalten. Die 18. Division, einschließlich der Brigade, die dem 11. Korps zur Verfügung gestellt wurde, war nun zu beiden Seiten der Straße von Fère-Champenoise nach Normée, verfügbar. Die 60. Reserve-Division befand sich in einer Verteidigungssituation auf dem Montépreux-Plateau. Die Bilanz für den Tag des 7. September war wie ähnlich jener des Vortages. Die Linke der 9. Armee hatte dank der Hartnäckigkeit ihrer Bemühungen den Fortschritt des Gegners gestoppt; das Zentrum war in seinen Positionen geblieben; die Rechte war geschwächt und hatte an er Verteidigungslinie der Somme-Sou Gelände verloren.
Generaloberst von Hausen entschied um 17:00 Uhr für nächsten Tag einen Angriff der 3. Armee zu starten. Er hielt es für unabdingbar, die Reichweite der französischen Artillerie-Batterien aufzuheben und befahl nach einer Besprechung mit General von Plettenberg und von Kirchbach im Morgengrauen im zentralen Sektor einen Frontalangriff mit dem Bajonett anzugreifen, um die Franzosen und zu überraschen. Der Angriff sollte von General Hans von Kirchbach mit einem Teil des XII. Reserve-Korps, der sächsischen XII. und des XIX. Armeekorps nach links geführt werden. Noch um 21.15 Uhr telegraphierte der Chef der deutschen Heeresleitung, General von Moltke seine Zustimmung zum Angriffsplan.

## 8. September, Schlacht von Fère-Champenoise
Von morgens bis abends musste sich die französische 9. Armee am 8. September im Raum nördlich Fère-Champenoise wiederholten deutschen Angriffen entgegenstellen. General von Hausen unterstellte alle Angriffstruppen dem rechten Flügel unter General Hans von Kirchbach. Der Angriff der 3. Armee wurde überraschend und ohne Artillerievorbereitung in der Morgendämmerung gestartet. Die Sachsen nutzten die Nacht, um sich den französischen Linien zu nähern, ohne dem feindlichen Feuer ausgesetzt zu sein, und formierten die Angriffskolonnen einige hundert Meter vor den französischen Linien, um plötzlich um 4:30 Uhr ohne Artillerievorbereitung südlich von Morains-Le-Petit und bei Écury-le Repos den Angriff zu beginnen. Schon um 6.15 Uhr schien die Situation am rechten Flügel der französischen 9. Armee kritisch zu werden, das 11. Corps war heftig angegriffen worden. Die Soldaten des sächsischen XII. A.K. und XII. R.K. rückten im Laufschritt und mit entladenen Gewehren vor und vertrauten auf die Kraft des Bajonettangriffes. Rechts wurde gleichzeitig der Angriff von der 2. Garde-Division bei Normée gestartet, der von der 1. Garde-Division unterstützt wurde, während links davon die 32. Infanterie- und die 23. Reserve-Division angriff. Die deutsche Infanterie rückte durch die Sümpfe vor und erreichte Anfangserfolge. Der deutsche Vormarsch gefährdete die vorne postierten gegnerischen Feldbatterien, die ihre Positionen aufgeben mussten. Die beiden Divisionen des französischen 11. Corps hatten schwere Verluste und zogen sich nach Süden zurück.
Links beim 9. Corps nahm die marokkanische Division in den frühen Morgenstunden ihre Angriffe wieder auf. Ihre Truppen verjagten die deutschen Verbände gegen 7 Uhr morgens aus dem Dorf Oyes, während die 42. Division Saint-Prix erreichte, dann aber vor den Höhen von Baye stagnierte. Die Franzosen nahmen schließlich Soizy-aux-Bois und Saint-Prix zurück, der Erfolg war aber von kurzer Dauer. Bald musste sich die marokkanische Division zurückziehen und einen Teil der Sümpfe von Saint-Gond wieder aufgeben. Nachdem sich der Angriff der deutschen Garde und der Sachsen gut entwickelte, ließ auch General von Emmich sein X. Armee-Korps in Richtung Mondement angreifen. Die 19. Infanterie-Division versuchte auf der Linie Villeneuve-lès-Charleville, Les Essarts und Saint-Prix durchzubrechen, und die 20. Infanteriedivision wollte Sezanne erreichen. Das deutsche Gardekorps kämpfte mit der französischen 17. Infanterie-Division; dabei stieß die 1. Garde-Division auf Broussy-le-Grand und die 2. Garde-Division über Bergères und Morains-le-Petit in Richtung Fere-Champenoise durch. Die französische 21. und 22. Division wurde von dem unerwarteten Frontalangriff überrascht und konnte die sächsische Infanterie nicht aufhalten. Die Orte Normée und Lenharrée gingen verloren, deutsche Truppen überquerten die Somme-Soude und umfassten die Sümpfe von Saint-Gond vom Osten her. Die beim 11. Corps links eingesetzte 21. Division flutete nach Fère-Champenoise zurück und riss einen Teil der 52. Reserve-Division und 18. Division mit.
Die Armee des General Foch geriet in große Gefahr; rechts befand sich das 11. Korps in vollem Rückzug, während sich die Mitte nur mit großer Anstrengung behaupten konnte. Um 12:00 Uhr drangen preußische Gardetruppen in Fère-Champenoise ein, links besetzten die Sachsen Sommesous; die Franzosen gingen hier zur Vesle zurück. Das 11. Corps wurde 10 km in Richtung Fère-Champenoise und Connantray zurückgedrängt und krallte sich auf der Linie Maurienne-Graben, Corroy, Gourgançon und Semoine fest. An der linken Flanke konnte die Verbindung mit dem 9. Corps bei Connantre aufrechterhalten werden. General Eydoux bemühte sich zur Gegenwehr; seine Truppen konnten sich auf den Höhen südlich von Fère-Champenoise halten, während die Masse der 18. Division südlich von Connantray zum Gegenstoß versammelt wurde, um Fère-Champenoise zurückzunehmen. Mit der 18. Division und der 52. Reserve-Division gelang es den Franzosen, eine neue Verteidigungslinie zu organisieren. Auch den Sachsen hatte der Vorstoß in offener Formation durch das französische Artilleriefeuer schwere Verluste gebracht. General von Hausen musste feststellen, dass sich der Überraschungsangriff in eine „schwierige und langsame Vorwärtsbewegung“ verwandelt hatte.
Die französische 42. Division ging dank eines Flankenangriffes der 5. Armee gegen das deutsche X. A.K. wieder in die Offensive und besetzte La Villeneuve und Soisy; die linke Flanke wurde nach Corfélix vorgeschoben. Die deutsche Artillerie machte die Positionen bei Saint-Prix unhaltbar, sodass die Brigade des Generals Blondlat den Ort gegen 18 Uhr evakuierte und über Oye und Reuves auf Allemant zurückwich. Die Deutschen folgen sofort und stießen in Richtung Mondement vor. Trotz dieser Schwierigkeiten und der drohenden Angriffe am westlichen Ende der Sümpfe, welche die Verfügbarkeit des 9. Corps behinderten, betrachtete Foch noch nichts als verloren, er sah die Situation als „ausgezeichnet“ und befahl, die Offensive wieder aufzunehmen. Die 42. Division griff an, wurde um 11:00 Uhr Herr des Bois de Soizy-Aux-Bois und ging in Verbindung mit 10. Corps am Plateau von La Villeneuve auf Corfélix und Boissy vor. Gegen Mittag erreichte die französische Linke die Region Les Culots, Corfélix, unterstützt von der 51. Reserve-Division des 10. Corps. Um 14 Uhr starteten die Deutschen ein starkes Bombardement gegen die französische Linie bei Broussy-Le-Petit, Ménil-Broussy, Reuves, Oyes und Saint-Prix, und eine halbe Stunde später griff die Infanterie an. Sie eroberten Broussy-Le-Petit und Ménil-Broussy und zwangen die marokkanische Division, sich auf die Linie östlicher Rand des Bois de Saint-Gond – Montgivroux – Mondement – Bois und auf Croup d'Allemant zurückzuziehen. Während dieser Ereignisse organisierte General Foch den Gegenangriff mit zwei Regimentern der 52. Reserve-Division auf Fère-Champenoise, der von fünf Artilleriegruppen unterstützt wurde. Der Angriff wurde rechts von den Einheiten der 21. und 18. Division unterstützt; nur wenige Teile der 52. Reservedivision konnten vorübergehend in Fère-Champenoise eindringen. Beim 11. Corps wurde eine Frontlücke von Montépreux geschlossen, und die 9. Kavalleriedivision versuchte auf der Straße Sommesous – Mailly zu manövrieren. Die Verbindung zur 4. Armee blieb fragil, da die sächsischen Truppen auch Sompuis besetzt hatten.
In die Lücke zwischen der 1. und 2. deutschen Armee stießen gegen Mittag starke britische und französische Kräfte vor. Generaloberst von Bülow war an diesem Tag nicht mehr in der Lage, mit seinem rechten Flügel die Lücke zur 1. Armee zu schließen, vielmehr musste er wegen Gefährdung seiner rechten Flanke noch an diesem Tag die 13. Division hinter den Surmelin-Abschnitt zurücknehmen. Dadurch hatte sich die bereits durch Klucks Manöver entstandene Lücke zur 1. Armee auf 40 Kilometer vergrößert. Am Abend kehrte Foch in sein neues Hauptquartier nach Plancy zurück und befahl, das 11. und 9. Korps fest in den eroberten Stellungen zu etablieren. Foch bat bereits um 17:00 General de Langle de Cary, seinen rechten Flügel zu unterstützen; insbesondere das neu eingetroffene 21. Korps (General Legrand) sollte dafür in Richtung Sommesous eingesetzt werden, wo die 9. Kavalleriedivision zurückgegangen war. General de Langle antwortete, dass das 21. Korps zwar in nördlicher Richtung angreife, aber dass der Abstand zwischen den beiden Armeen zu groß sei, um effektiv eingreifen zu können. Erst um 21.10 Uhr konnte von der 5. Armee General Franchet d'Esperey Truppenhilfe zusagen, indem er seinen rechten Flügel mit dem 10. Corps verlängerte. Dank dieser Maßnahme war Foch am folgenden Tag in der Lage, die 42. Division aus der Front zu ziehen und als Reserve für den bedrohten Mittelabschnitt freizubekommen.

## 9. September

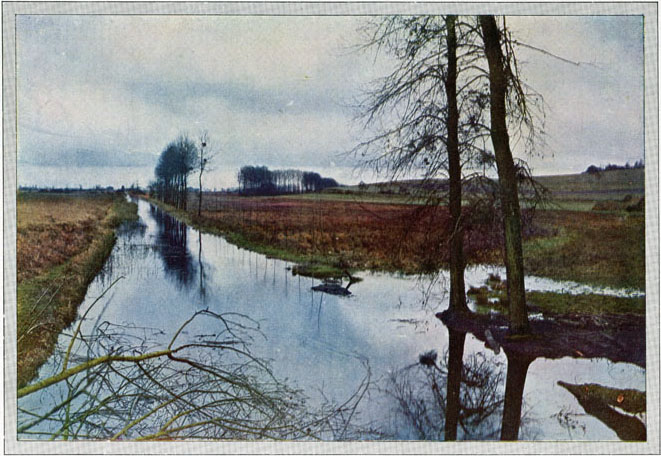
Sumpfgegend von Saint Gond

Am Morgen des 9. September hielt sich das französische 11. Corps auf den Höhen südlich von Fère-Champenoise. General Franchet d'Espèrey hatte der 9. Armee auf seinem rechten Flügel für einen Gegenangriff sein 10. Corps (19. und 20. Division) überstellt. Die deutschen Truppen verdoppelten im Morgengrauen die Stärke ihrer Angriffe. Um die Franzosen zu täuschen und ihre Verfolgung zu verlangsamen, nahmen die Deutschen zunächst die Angriffe wieder auf, welche die Position der französischen 9. Armee neuerlich gefährdete. Die 22. Division hatte 2,5 km von Semoine die Hügelstellung auf der Cote 177 zu halten und musste das von Mailly wirkende deutsche Artilleriefeuer ertragen. Gegen 6 Uhr morgens wurde der schwer bedrängten marokkanischen Division die Korpsreserve zur Verfügung gestellt, nur das 77. Infanterie-Regiment befand sich noch in Saint-Loup, zwei Meilen entfernt. Während des Vormittags griff die deutsche Infanterie Montépreux an und versuchte die französische Verteidigung im Osten zu umgehen. Die 9. Kavallerie-Division wurde zum Rückzug in den Wald südlich von Semoine gezwungen. Um die notwendige Zeit zu sparen, erhielt General Humbert Verstärkungen von General Grossetti, dessen Truppen durch den rechten Flügel des 10. Korps abgelöst wurden. Deutsche Artillerie bombardierte die Ränder der Wälder von Montdement und Montgivroux, es gelang den deutschen Truppen beide Positionen einzunehmen. Grossetti griff in Verbindung mit der marokkanischen Division die Dörfer von Saint-Prix, Les Culots, Soizy-aux-Bois an, sechs Batterien unterstützten von Mondement her. Zwei Bataillonen von Jägern und Artillerie der 42. Division verschafften der marokkanischen Division Erleichterung, dadurch wurde es möglich den Widerstand in den Wäldern südlich von Mondemont zu verstärken. Um 6:30 Uhr wurde der Fortschritt durch deutsches Artilleriefeuer gebremst, erreichte jedoch die Farm de Saint-Georges, den Hügel 130 und das Vaure-Tal. Die deutsche 2. Garde-Division konnte am Morains-le-Petit vorgehen, die 24. Reserve-Division verstärkte die Truppen in Fere-Champenoise. Zur gleichen Zeit besetzte die 23. Infanterie-Division Lenharree und schaffte es, einen Teil der eigenen Artillerie auf das andere Ufer der Somme zu bringen. Die 23. Reserve-Division unterstützte den Angriff, indem sie Sommesous und die Höhen südlich der Ortschaft erstürmte. Die französische 22. Division hielt sich an der Linie Lenharree, Chapelaine, Vassimont, Haussimont. Die 60. Reserve-Division verstärkte die Positionen und organisierte die Verteidigung der Infanterieregimenter 174 und 182 an der Linie Gourgançon, Semoine, Herbisse und Villiers-Herbisse. Die beiden französischen Divisionen wurden angewiesen, ihre Positionen um jeden Preis zu halten. Von der gesamten Divisionsartillerie unterstützt, organisierte General Humbert den Angriff der marokkanischen Division auf Oyes und Saint-Prix. Um 7 Uhr morgens wurden die meisten Ziele außer Saint-Prix erobert, aber die neuen Positionen wurden von deutscher Artillerie beschossen. Die rechts eingesetzte 1. Brigade der marokkanischen Division griff an der Linie Oyes, Reuves, Broussy-le-Petit und in Mesnil-Broussy an. Im Laufe des Vormittags wurden die Fortschritte der französischen 20. Infanteriedivision durch das Feuer der schweren Artillerie gestoppt. Die 40. Brigade kam vor Thoult nicht weiter und erlitt schwere Verluste. Die links angesetzte 39. Brigade stand von Corfélix bis westlich von Thoult in Boissy-le-Repos und den Rand von Bannay.
Ab 10 Uhr verstärkte sich das deutsche Artilleriefeuer. Die 104. Brigade der 52. Reserve-Division musste den Mont-Août evakuieren und zog sich auf den Hügel 182 und den Ort Chalmont zurück. Die Soldaten der preußischen Garde griffen erneut mit Ordnung und Disziplin an, rückten südlich von Fère-Champenoise vor und schafften es, das Dorf Connantre zu erobern. Die 18. und 22. Division gingen um 10 Uhr vormittags auf das linke Ufer der Maurienne zurück, wo sie neu organisiert wurden. Derweil wurde die rechte Flanke und die Mitte des 9. Corps durch deutsche Angriffe schwer bedrängt. Die links eingesetzte 21. Division litt stark unter dem schweren Bombardement deutscher Artillerie und obwohl zunehmend isoliert, hielt sie rechts durch ihre Anlehnung an den Maurienne-Abschnitt weiterhin stand. Bei Tagesanbruch nahm die 103. Brigade (52. Reserve-Division), die am Abend zwischen Connantre und Fère-Champenoise zurückgegangen war, ihre Angriffe gegen den Bahnhof von Fère wieder auf. Sie konnten aber keine weiteren Fortschritte erzielen und der Artilleriekampf tobte ungehindert weiter.
General Dubois befahl der 17. Division die Linie hinter dem Mont-Août bei Ferme Nozet und Ferme St.-Sophie um jeden Preis zu halten. Die feindliche Artillerie machte die Situation aber kritisch. In einem Überraschungsangriff eroberte die hannoveranische 19. Division unter General Hofmann den Ort Mondement. Foch musste sein Hauptquartier verlassen, als die Deutschen das nahe gelegene Dorf Connantre erreichten. Die 18. Division hielt sich mit der 35. Brigade an der Linie Gourgançon und Euvy, die 34. Brigade wurde zurückgeworfen und erlitt durch Beschuss schwere Verluste. Während des Nachmittags gelangten deutsche Angriffe westlich von Gourgançon über die Maurienne. Gegen 11.00 Uhr wurde das 77. Infanterie-Regiment aus der Reserve herangezogen. Links hingegen gewann das von der 5. Armee gesandte französische 10. Corps an Boden, überquerte den Petit Morin und setzte die hier zurückgehenden Deutschen unter Druck.
Nach dem Auftritt des von der OHL gesandten Oberstleutnant Hentsch und aufgrund der allgemeinen Lage traf Generaloberst von Bülow am Morgen in seinem Hauptquartier zu Champaubert den Entschluss, mit dem allgemeinen Rückzug seiner Armee zu beginnen. Um 11:40 Uhr begann der Angriff der 42. Infanterie-Division gegen Saint-Prix und der 51. Reserve-Division in Richtung Corfélix. Die Infanterie schafft es zunächst nicht, aus dem Wald herauszukommen, um Saint-Prix zu erreichen. Im Laufe des Nachmittags wurde ein neuer Angriff durch das 151. Regiment auf Forges angesetzt, die 51. Reserve-Division konnte Corfélix stürmen. Vor dem Rückzug des 11. Corps ordnete General Dubois für die 17. Division und 52. Reserve-Division an, eine Verteidigungslinie zwischen Broussy-le-Grand, Bannes und Mt. Aout zu etablieren.
Gegen Mittag war das 11. Corps südlich des Maurienne-Abschnitts zwischen Congy und Semoine neu etabliert, mit der 18. Division in der Mitte, auf der linken Seite mit der 21. Division und rechts mit der 22 Division. Die 18. Division sollte 6 Bataillone auf Connantray ansetzen um den am Vortag von der 21. Division verlorenen Boden zurückzugewinnen. Die 22. Division hatte im Anschluss zwischen Connantray und Maltournée Farm die Verbindung mit der 60. Division westlich von Montépreux zu erreichen.

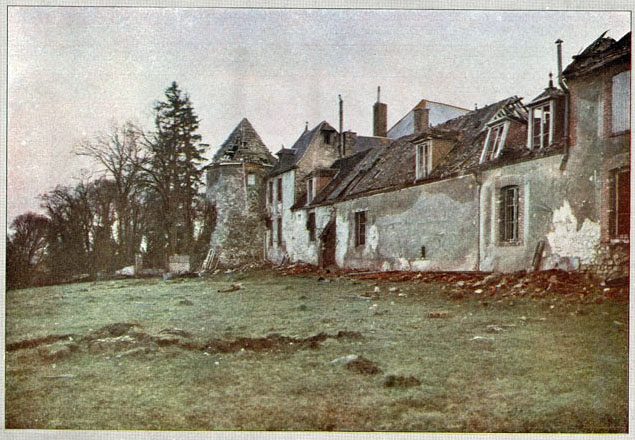
Das umkämpfte Château de Montdement

Gegen das 11. Corps starteten neue deutsche Angriffe über den Vaure aus und besetzten Corroy und Agnes. Ein Teil der 18. Division wurde südlich von Gourgançon in den Wald gedrängt. Am linken Flügel widersetzte sich aber die marokkanische Division erfolgreich weiterhin auf den Höhen von Mondement. Das Dorf und Schloß von Mondement wurde zum Dreh- und Angelpunkt der Schlacht: Das französische Infanterieregiment Nr. 77 wurde angewiesen, mit Unterstützung der Zuaven, die die Westseite angreifen sollten, dem Angriff von der Südseite aufzunehmen, um diesen Stützpunkt wieder zu erlangen. Die 42. Infanteriedivision besetzte das Château de Montgivroux am Rand des Bois de Montdement, die Division rückte weiter in Richtung Bois d'Allemant vor, um den Angriff der marokkanischen Division auf das Château de Montdement zu unterstützen. Mehrere Angriffe wurden ab 14:30 gestartet und dann gegen 15:00 das Château durch die Einheiten der marokkanischen Division und des Infanterieregiment 77 erfolglos angegriffen.
Im Laufe des Tages befahl General Foch dem 9. Corps auch Fere-Champenoise zurückzunehmen. Fünf Bataillone der 103. Brigade (52. Reserve-Division) rückten auf der Straße Sézanne-Fère-Champenoise vor und wurde dabei durch 4 Bataillone des Infanterieregiment 135 (17. Division) unterstützt. Die Intensität des deutschen Artilleriefeuers verhinderte schnelle Erfolge, die französischen Truppen konnten erst am Abend den südwestlichen Rand von Fère-Champenoise erreichen. In Übereinstimmung mit Fochs Anweisungen wurde die marokkanische Division dort eingesetzt und hielt mit Hilfe des IR 77 nicht nur ihren Boden, sondern konnte das dortige Chateau zurückzuerobern und den Gegner abends auf die Sümpfe zurückdrängen. Unabhängig von der gefährlichen Situation des 11. Corps beabsichtigte Foch die Offensive mit der 42. Division von Connantre und Euvy fortzusetzen, am Angriff an der Straße Morains, Fère-Champenoise sollte das 9. Corps teilnehmen.
Um 13.45 Uhr befahl Foch einen Gegenangriff von Pleurs nach Nordosten vorzubereiten. Dafür war die 42. Division seit 7 Uhr morgens vom linken Flügel der Armee in Richtung Zentrum abmarschiert und war um 14:30 Uhr als Verstärkung an der Front zwischen Linthes-Pleurs eingetroffen. Der Angriff sollte das Signal für alle anderen Divisionen sein, wieder vorwärts zu gehen. Um 13:30 wurde die 52. Reserve-Division, die den Mont-Aout hielt, zurückgedrängt, was dazu führte, dass sich auch die gesamte 17. Division zurückzog, die sich drei Kilometer hinter Linthes neu formierte. Die 17. Division hielt diese Position fest, an der die feindliche Offensive gestoppt wurde. Am späten Nachmittag griff die 18. Division gegen die Cote 169 südwestlich von Connantray an und besetzten 2,5 km nördlich von La Fere-Champenoise den Cote 162. Die 22. Division auf der rechten Seite der Front liegt auf den Höhen von Semoine auf Hügel 140 und an der Kreuzung der Wege von Semoine, Villiers-Herbisse und Semoine in Mailly gehalten. Die Maßnahmen gegen Fère Champenoise waren von zentraler Bedeutung. Foch sandte in diesem Zusammenhang seinen Stabschef Oberst Weygand nach Linthelles. In diesem Dorf fand um 16 Uhr neben dem Stabschef der 9. Armee, General Dubois und General Grossetti, eine Beratung statt. General Dubois bereitete die Offensive des 9. Corps vor, um die Regimenter der 17. Division bei Nozet und Morains-le-Petit anzusetzen. Die französischen Truppen rückten wieder vor, besetzten den Mont-Août und die Nozet-Farm und erreichten den Wald nördlich der Straße, die Fère-Champenoise mit Sézanne verband. Den ganzen Nachmittag hatte die 9. Kavallerie-Division ihre Stellungen im Huitrelle-Tal gehalten. Die 1. Kürassier-Brigade stand auf beiden Seiten der Straße nach Arcis und deckte den rechten Flügel der 60. Infanterie-Division.
Grossetti erschien mit seinen Truppen gegen 17 Uhr nachmittags und veränderte die gesamte Situation. Die 42. Division wurde die Linie Connantre-Connantray zugewiesen, dann sollte die Linie Normée-Lenharrée überschritten werden. Da es von größter Bedeutung war, dass die rechte Flanke der 42. Division perfekt unterstützt wurde, hatte das 11. Corps auf Sommesous und Lenharrée, die 9. Kavalleriedivision auf Mailly vorzugehen. Die 42. Division wurde zwischen Lenharrée - Normée und das 9. Corps gegen die Linie Normée - Écury - Morains-Le-Petit angesetzt. Das 10. Corps, welches bei Montfort anschloss, sollte bei Étoges und Villevenard in allgemeiner Richtung Colligny/ Bergères-Les-Vertus angreifen.
Am späten Nachmittag besetzte die 21. Division jene verlorenen Positionen wieder, die von Connantre und Conay von deutschen Truppen evakuiert wurden. Inzwischen hatte auch der deutsche Rückzug auf dem rechten Flügel der Sachsen eingesetzt und um 17:00 Uhr begann die Infanterie der deutschen 2. Armee die eroberten Sümpfen von Saint-Gond zu räumen. Die 42. Division griff um 17:15 aus der Linie Linthes und Pleurs auf Connantre und Moulin de Connantre (nördlich von Corroy) an. Das 11. Korps wurde angewiesen, diesen Angriff auf der rechten Seite durch frontale Angriffe zu unterstützen. Sobald der Abzug der deutschen Truppen festgestellt wurde, begann die 60. Reserve-Division die Verfolgung. Um 18 Uhr tobte das Artilleriefeuer auf der gesamten Front, die gesamte verfügbare Artillerie der Franzosen wurde eingesetzt. Westlich der Sümpfe von Saint Gond gewann auch das 10. Corps an Boden, während das 1. Corps weiter nördlich die Linie La Chapelle - Champaubert erreichte. Um 18:30 eroberte das IR 77 (Oberst Lestoquoi) das Dorf und die Burg von Mondement zurück. Am Abend des 9. September hatte Foch vorgeschrieben, die Gegenangriffe am folgenden Tag mit aller Kraft fortzusetzen. Ursprünglich für den 9. September um 17.15 Uhr geplant, wurde die Gegenoffensive schließlich auf den nächsten Tag verschoben. Dazu konzentrierte man sieben Divisionen des 9. und 11. Corps und setzte alle Reserven ein. Die letzten Details des Angriffs für nächsten Tag wurden festgelegt.

## Der deutsche Rückzug

### 10. September
Am Morgen des 10. September, um 5 Uhr morgen nahmen das 11. Corps, die 42. Infanteriedivision und das 10. Corps den Vormarsch auf. Die 9. Armee war auf ihrem linken Flügel im Sumpf von Saint-Gond vom deutschen Druck befreit und konnte ohne Vorbehalt die Offensive ergreifen. Das 9. Corps hatte gemeinsam mit dem 10. Corps über den nördlichen Rand der Sümpfe von Saint-Gond auf Étoges und Colligny vorzugehen. Die deutschen Kavalleriepatrouillen zogen sich kampflos zurück.
Die Truppen des 9. Corps besetzten ab 5 Uhr morgens die Linie vom Morains-Le Petit und Fère-Champenoise, während die 42. Division von Connantre nach Connantray vorging. Weiter südlich folgte das 11. Corps, während rechts von der Armee die 9. Kavalleriedivision nach vorne in Richtung Mailly zeigte und das 21. Corps der 4. Armee vier Kilometer von Sompuis entfernt war. Folglich befand sich die gesamte 9. Armee auf dem Weg zur Marne der Region Châlons. Die Fortschritte bei Fère-Champenoise versetzen General Foch in die Lage, das 10. Corps mit der 51. Reservedivision schnell auf Étoges vorrücken zu lassen. Foch wies General L`Espee an, sich beim Vormarsch auf Châlons mit der gerade eingetroffene 6. Kavallerie-Division zu vereinigen und ein Kavallerie-Korps zu bilden. Mittags zog Foch sein Hauptquartier nach Fère-Champenoise vor, die deutschen Truppen hatten die Stadt verwüstet und geplündert. Die 1. Garde-Division ging am 10. September über Aulnay-Colligny, die 2. Garde-Division über Moraines le Petit-Bergéres nach Vertus zurück. Hier einsetzende kleine Gefechte mit der deutschen Nachhut ließen keine schnellen Fortschritte mehr zu. Am Abend des 10. September trafen Truppen der französischen 9. Armee wieder auf die deutsche Nachhut, die noch während der Nacht bei Clamanges und Trécon angegriffen wurde.

### 11. September
Am Morgen des 11. September war die Straße frei und die Bewegung der 9. Armee stieß auf fast keinen Widerstand. Der beginnende Rückzug der deutschen 3. Armee verlief nahezu reibungslos: Das sächsische XIX. Armee-Korps unter General von Laffert brach zuerst auf, das sächsische XII. Armee-Korps unter General d’Elsa folgte dahinter, beide wurden der 2. Armee im nordwestlichen Vorfeld von Reims zugeführt. Das sächsische XII. Reserve-Korps unter General von Kirchbach überschritt unter dem Schutz von Nachhuten der 23. Division, die Marne ungestört bei Condé und Vraux.
General Foch fordere die Einheiten unter meinem Befehl auf, die Marne so schnell wie möglich zu erreichen und tagsüber die Kreuzungspunkte in ihren jeweiligen Zonen in die Hände zu bekommen: das 9. Corps in Aulnay-Sur-Marne und stromabwärts; die 42. Infanteriedivision in Matougues; das 11. Corps mit der Kavallerie in Mairy, Sogny, Châlons. Während die 5. Armee mit dem 1. Corps die Marne bei Dormans überqueren wollte, sollte das 10. Corps am 11. September nach Épernay marschieren und die Verbindung mit dem 1. Corps herstellen. Mit Einbruch der Dunkelheit erreichte die 9. Armee die Linie Écury-Le-Repos, Lenharrée, Poivres-Sainte-Suzanne. Zur Linken erreichte der rechte Flügel der 5. Armee die Marne bei Dormans, ohne jedoch Kontakt zur 9. Armee zu halten. Auf der linken Flanke der 4. Armee stand das 21. Corps immer noch im Raum Sompuis. Jetzt zogen sich die deutschen Truppen auch vor der gesamten Front der 4. Armee zurück, das 21. Korps konnte am Ende dieses Tages seine Avantgarde auf der Marne in Richtung Mairy vorschieben.
Am Abend des 11. September erreichte das 9. Corps erreichte das Marne-Tal bei Plivot und Athis. Die 42. Infanterie-Division erreichte das Waldgebiet nördlich von Germinon, Velye, Avantgarde in Thibie. Das 11. Corps lagerte vor der Linie Thibie - Écury - Coole; die 18. Division schob sogar Elemente nach Châlons vor. Das Kavalleriekorps sandte Abteilungen zu den Brücken von der Marne nach Châlons und stromaufwärts. Die Aufklärung fand die Marne-Brücke in Châlons intakt aber verbarrikadiert.

### 12. September
Am 12. September wurde ab 5 Uhr morgens an der gesamten Front der 9. Armee wieder aufgenommen, man näherte sich der Marne zwischen Sarry und Condé. Die Avantgarden erreichen ohne feindlichen Widerstand die Marne, der Marsch wurde nur durch schlechtes Wetter verlangsamt, bei Damery und Epernay gelang es die Brücken zu besetzen. Diese waren an der gesamten Front der Armee zerstört; nur die Übergänge bei Châlons und Songy-aux-Moulins blieben intakt. General de Langle gab seinem linken Flügel den Befehl, den Marne-Übergang zwischen Vitry und Châlons zu forcieren. Der rechte Flügel erhielt Order, nördlich von Saulx und Ornain Fuß zu fassen. Die 5. Armee traf auch zwei Punkte des neuen deutschen Frontsystems ein, einer östlich von Epernay und Reims, der andere nordwestlich von Soissons. Der Kommandeur der 5. Armee übernahm daher am 12. September das 10. Korps wieder unter seinem eigenen Befehl. Das 11. Corps durchquerte die geräumte Stadt Châlons mit allen drei Divisionen, die in doppelter Kolonne marschierten. Die drei linken Armeekorps (21., 17., 12. Corps) der 4. Armee überqueren die Marne im Raum Vitry-le-François. Rechts davon passierte das Kolonialkorps den Fluss ohne Schwierigkeiten bei Saulx und Ornain. General Fochs Einzug in Châlons fand am 12. September statt, er quartierte sich im Hotel de haute-mère-Dieu ein, wo zuvor auch die Persönlichkeiten der Sächsische Armee residierten. Abends befand sich die Armeefront etwas nördlich der Straße Reims-Bar-le-Duc zwischen La Cheppe und Nettancourt.
Am Abend des 12. September erreichte die 9. Armee mit ihren Avantgarden: Isse und die Grand Loges (9. Corps), Vadenay, Cuperly und Camp d'Atila (11. Corps). Die 9. Kavallerie-Division konnte weder eine deutsche Nachhut bei Lepine überwinden, noch ihr Marschziel Tilloy erreichen. Aufgrund aufeinanderfolgender Verzögerungen ihrer Bewegungen wurde die gestellten Aufgaben des Kavalleriekorps verfehlt. um die gegnerischen Kolonnen im Norden anzugreifen. Die Kavallerie wurde nach Bussy-Le-Château, La Cheppe umdirigiert. Während der ganzen Nacht hatte das 9. Corps daran gearbeitet, die teils zerstörten Marne-Übergänge bei Condé, Tours und Bisseuil wiederherzustellen, und begann ab 9 Uhr morgens, den Fluss zu überqueren. Die 42. Division legte in Matougues eine Infanteriebrücke nieder und führte eine ihrer Brigaden über den Fluss. Der neue Kommandoposten des Generals Foch wurde in Chaintrix-Bierges installiert. Teile der 9. Kavalleriedivision waren nach Lépine, Tilloy, Auve, nach Marson, Moivre, Herpont vorausgesandt, am Abend erreichte die 6. Kavalleriedivision die Linie Herpont und Dommartin-Sur-Yèvre.

### 13. September
Am 13. September setzte die französische 9. Armee die Verfolgung fort, um den Py- und Suippe-Abschnitt zu erreichen. Voraus fand das Kavalleriekorps gegen 9 Uhr morgens Suippes und Somme-Suippe immer noch im Besitz der Deutschen. Nach Ankunft der Avantgarde der 22. Infanteriedivision sowie die linke Kolonne des 21. Corps der 4. Armee um 14 Uhr wurde beide Orte von den Franzosen besetzt, die Kavallerie rückte wieder in Richtung auf Souain vor, wo neuer deutscher Widerstand am Waldrand zwischen der Suippe und Ain Halt gebot. Nach Kämpfen des 11. Corps an der Suippe, des 9. Corps bei Prosnes und an der Marquesas wurde die 9. Armee am Abend des 13. Tages samt dem Kavalleriekorps wieder aufgelöst. Die Verfolgung am linken Flügel wurde am 14. September wieder aufgenommen, um nach Möglichkeit die Aisne zu erreichen. Die Bewegung in Richtung Aisne stießen am 13. und 14. September auf starken deutschen Widerstand, mehrere Angriffe am 15. September scheiterten. In der Schlacht an der Aisne folgten vergebliche Versuche, die deutsche Front vom 16. bis 25. September zu durchbrechen. Am folgenden Tag wurden die Angriffe infolge Mangels an Munition abgebrochen.

## Gedenken

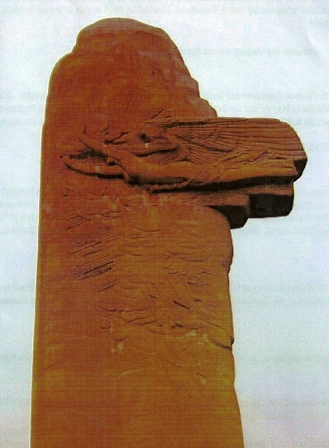
Kopf des Menhirs

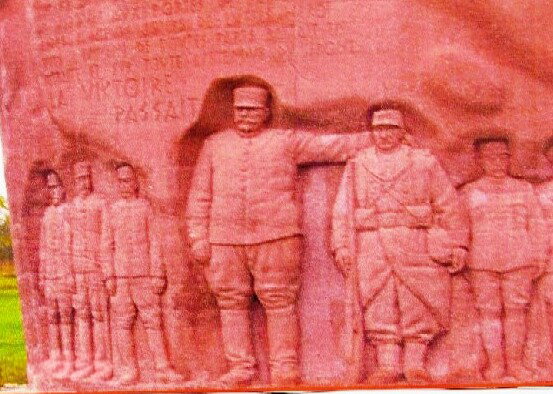
Relief mit Joffre an der Basis

In Mondement wurde nach dem Krieg zum Andenken an den französischen Sieg an der Marne ein 33 Meter hohes Denkmal errichtet. Das aus 2.000 Tonnen Stahlbeton bestehende Artefakt wurde vom Architekten Bigot entworfen, von Bouchard modelliert und ähnelt bewusst einem bretonischen Menhir. Joffres berühmter Angriffsbefehl vom 6. September ist auf der Nordwand mitsamt der Schlachtordnung der Armeen auf der Südwand eingraviert. Am Fuße der Nordwand befindet sich eine Reliefskulptur mit den Befehlshabern der Armee. In der Mitte sind es ein übergroßer Joffre und ein Poilu. Rechts (Osten) befinden sich lebensgroße Reliefs der Generale Sarrail (3. Armee), de Langle de Cary (4.) und Foch (9.). Zu ihrer Linken (Westen) befinden sich Franchet d'Esperey (5.), Sir John French (BEF), Maunoury (6.) und Gallieni (Armee von Paris). Das Denkmal bildet zusammen mit der Kirche und dem Schloss von Mondement einen herausragenden Gedenkort des Ersten Weltkriegs.